# Quissak Júnior
Ernesto Sérgio da Silva Quissak Júnior ou apenas Quissak Júnior (18 de setembro de 1935 - 30 de janeiro de 2001) foi um pintor, escultor, desenhista, poeta, escritor, filósofo, professor e conferencista brasileiro nascido na cidade paulista de Guaratinguetá. Assinava as suas obras como Quissak Júnior.

“
Em verdade, Guaratinguetá sempre foi minha oficina, onde tentei construir minha oferenda à Pátria e ao Homem – finalidade suprema.
”

— Ernesto Sérgio da Silva Quissak Júnior

## História
Formado em 1954, professor pelo Instituto de Educação Conselheiro Rodrigues Alves.
O artista teve como seu único mestre o pintor Ernesto Quissak, seu pai.
A exposição de artes plásticas de Guaratinguetá, "Salão Quissak" recebeu este nome em homenagem ao seu trabalho. Posteriormente recebeu o nome de seu pai, Professor Ernesto Quissak, a pedido do filho.
É de sua criação a bandeira do município de Guaratinguetá, aprovada pela Comissão do Instituto Geográfico de São Paulo em dia 10 de junho de 1958 e oficializada por Lei Municipal pelo prefeito André Alckimin Filho.
Chefiou o Setor de Comunicações Culturais do Conselho Estadual de Cultura do Estado de São Paulo, durante o governo de Abreu Sodré, incentivando a criação do Salão Paulista de Arte Contemporânea e a do Museu de Arte Sacra de São Paulo.

## Exposições
- VIII Bienal Internacional de Arte de São Paulo, em 1965.
- IX Bienal Internacional de Arte de São Paulo, com desenhos e esculturas da "Série de Polípticos Móveis da Gênese do Pavilhão Nacional"
- Chelsea Gallery – São Paulo – 1968, 1973 e 1985.
- Galeria Centro Brasil-Estados Unidos – Santos – 1968.
- Galeria Bonino – Rio de Janeiro – 1969.
- Galeria Bonfiglioli – São Paulo – 1971.
- Galeria Vernissage – Rio de Janeiro – 1975.
- Galeria Portal – São Paulo – 1979.
- Galeria Centro Brasil-Estados Unidos – São Paulo – 1979.
- Galeria Paulo Prado – São Paulo – 1980.
- Centre Internacional D'Art Contemporain de Paris - 1984.

“
Que de um mundo em sombras, o homem possa reunir fragmentos de luz e com eles reconstruir outras muitas
”

— Ernesto Sérgio da Silva Quissak Júnior

## Obras
- Série de Polípticos Móveis da Gênese do Pavilhão Nacional - mezzanino do Palácio dos Bandeirantes - 1967.- transferida em 2006 para o MEMORIAL DA AMÉRICA LATINA - SP
- Primeira Aterrissagem em Guaratinguetá - tela reproduzida em azulejos, formando um painel, à entrada da Escola de Especialistas de Aeronáutica.